# Принцип суперпозиции (квантовая механика)
Принцип суперпозиции — фундаментальный принцип квантовой механики, согласно которому, если для некоторой квантовой системы допустимы состояния {\displaystyle \Psi _{1}} и {\displaystyle \Psi _{2}}, то допустима и любая их линейная комбинация {\displaystyle \Psi _{3}=c_{1}\Psi _{1}+c_{2}\Psi _{2}}; она называется суперпозицией состояний {\displaystyle \Psi _{1}} и {\displaystyle \Psi _{2}} (принцип суперпозиции состояний).
Если измерение какой-либо физической величины {\displaystyle {\hat {f}}\ } в состоянии {\displaystyle |\Psi _{1}\rangle } всегда приводит к определённому результату {\displaystyle f_{1}\ }, а в состоянии {\displaystyle |\Psi _{2}\rangle } — к результату {\displaystyle f_{2}\ }, то измерение в состоянии {\displaystyle |\Psi _{3}\rangle } приведёт к результату {\displaystyle f_{1}\ } или {\displaystyle f_{2}\ } с вероятностями {\displaystyle |c_{1}|^{2}\ } и {\displaystyle |c_{2}|^{2}\ } соответственно.
Альтернативная формулировка гласит, что если возможны несколько путей перехода из начального состояния в конечное, то полная амплитуда перехода есть сумма амплитуд перехода по каждому из этих путей (принцип суперпозиции амплитуд):
{\displaystyle A=\sum _{i}A_{i}}
При этом вероятность перехода, которая пропорциональна квадрату амплитуды, не равна, в отличие от классического случая, сумме вероятностей:
{\displaystyle |A|^{2}=|\sum _{i}A_{i}|^{2}\neq \sum _{i}|A_{i}|^{2}}
Из принципа суперпозиции следует, что все уравнения, которым подчиняются волновые функции (например, уравнение Шрёдингера) в квантовой механике должны быть линейными.
Значение любой наблюдаемой (например, координаты, импульса или энергии частицы), полученное в результате измерения, является собственным значением оператора этой величины, соответствующим конкретному собственному состоянию этого оператора, то есть определённой волновой функции, действие оператора на которую сводится к умножению на число — собственное значение. Согласно принципу суперпозиции, линейная комбинация двух таких волновых функций также будет описывать реально существующее физическое состояние системы. Однако для такого состояния наблюдаемая величина уже не будет иметь определённого значения, и в результате измерения может быть получено одно из двух значений с вероятностями, определяемыми квадратами коэффициентов (амплитуд), с которыми обе функции входят в линейную комбинацию. Волновая функция системы может быть линейной комбинацией и более чем двух состояний, вплоть до бесконечного их количества.
Важными следствиями принципа суперпозиции являются различные интерференционные эффекты (см. опыт Юнга, дифракционные методы), а для составных систем — зацепленные состояния.
Принцип суперпозиции, как и вообще квантовая механика, применим не только к микро-, но и к макрообъектам. Это может выглядеть парадоксально с точки зрения нашего повседневного жизненного опыта. Известной иллюстрацией является мысленный эксперимент с котом Шрёдингера, в котором возникает квантовая суперпозиция живого и мёртвого кота.

## Отличия от других суперпозиций
Квантовую суперпозицию (суперпозицию «волновых функций»), несмотря на сходство математической формулировки, не следует путать с принципом суперпозиции для обычных волновых явлений (поля). Возможность складывать квантовые состояния не обуславливает линейность каких-то физических систем. Суперпозиция поля для, скажем, электромагнитного случая означает, например, то, что из двух разных состояний фотона можно сделать состояние электромагнитного поля с двумя фотонами, чего суперпозиция квантовая сделать не может. А полевой суперпозицией состояния вакуума (нулевого состояния) и некой волны будет всё та же волна, в отличие от квантовых суперпозиций 0- и 1-фотонного состояний, являющихся новыми состояниями. Квантовая суперпозиция может быть применима к подобным системам независимо от того, описываются они уравнениями линейными или нелинейными (то есть справедлив или нет полевой принцип суперпозиции). См. Статистика Бозе — Эйнштейна по поводу связи между квантовой и полевой суперпозициями для случая бозонов.
Также квантовую (когерентную) суперпозицию не следует путать с так называемыми смешанными состояниями (см. матрица плотности) — «некогерентной суперпозицией». Это тоже разные вещи.